# Resistencia Sport Club
O Resistencia Sport Club é um clube de futebol paraguaio com sede na cidade de Assunção. Fundado em 1917 por um grupo de trabalhadores do bairro Ricardo Brugada, possui quatro títulos da segunda divisão.

## História
O Resistencia foi fundado em 27 de dezembro de 1917 por um grupo de trabalhadores do bairro Ricardo Brugada, um dos mais antigos de Assunção, e teve como primeiro presidente Don Sandalio Riveros, um morador local, que instalou em sua residência a primeira sede administrativa do clube.
Em 1966, sob a presidência de Tomás Beggan Correa, o Resistencia conquistou seu primeiro título: a segunda divisão. No entanto, precisou esperar até 1976 para estrear na primeira divisão nacional. Quatro anos depois, retornou ao segundo escalão, o qual venceu pela terceira vez em 1980 e pela quarta em 1998.

## Títulos
- Campeonato Paraguaio - Segunda Divisão: 1966,[4] 1975,[4] 1980[4] e 1998[3]